# Berlinkonferensen

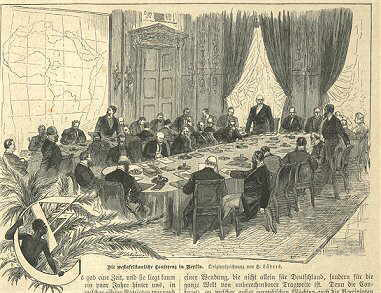
Berlinkonferensen, bild från 1884.

Berlinkonferensen, Kongokonferensen eller Västafrikakonferensen (tyska: Kongokonferenz) var en internationell sammankomst i Berlin som anordnades av Tysklands rikskansler Otto von Bismarck i samband med förhandlingarna om kontrollen över Kongobäckenet. Representanter för 14 stater sammanträdde på konferensen som pågick 15 november 1884 - 26 februari 1885. På agendan fanns en rad tvistefrågor som rörde den koloniala expansionen i Afrika.

## Bakgrund

### Historisk kontext
Konferensen hölls mot bakgrund av den allt intensivare uppdelningen av den afrikanska kontinenten mellan europeiska kolonialmakter under 1800-talets andra hälft. Kontinenten hade dittills i stor utsträckning ignorerats av de europeiska makterna med undantag för handelsstationer vid kusterna och ett par tidiga, begränsade koloniseringsvågor; holländska kolonister hade anlänt i Kaplandet redan på mitten av 1600-talet och i Nordafrika genomfördes den franska erövringen av Alger 1830. Men det dröjde tills 1880-talet innan den verkliga uppdelningen inleddes som präglar Afrikas politiska karta än idag, efter att de sista outforskade regionerna kartlades och värdet på kontinentens naturrikedomar klargjordes för européerna.

### Intresset för Afrika på 1800-talet
Upptakten till konferensen började med Internationella Kongosällskapets expeditioner till Kongobäckenet 1879-1884 för att å den belgiske kungen Leopold II:s vägnar göra detta område, stort som hela Västeuropa, redo för ekonomisk exploatering. Frankrike reagerade med en egen expedition för att hävda sina intressen i västra Kongobäckenet och grundlade Brazzaville 1881. Portugal reagerade genom att återuppväcka gamla anspråk på Kongo baserade på fördrag med Kongoriket samt Tordesillasfördraget från 1494 om en uppdelning av världen mellan Portugal och Spanien. Den franska expansionen österut i Centralafrika och vidare sågs som ett hot mot brittiska intressen och i längden handeln med Brittiska Indien, 1882 ockuperade Storbritannien den osmanska vasallstaten Khedivatet Egypten och fick därmed direktkontroll över Suezkanalen. Samtidigt hade Tyskland hastigt börjat satsa på ett eget kolonialimperium vilket oroade både Frankrike och Storbritannien. Initiativet till själva konferensen togs av den portugisiska regeringen som ville säkra stöd för den så kallade rosa kartan, planer på en korridor mellan Angola och Moçambique.

## Konferensens förlopp

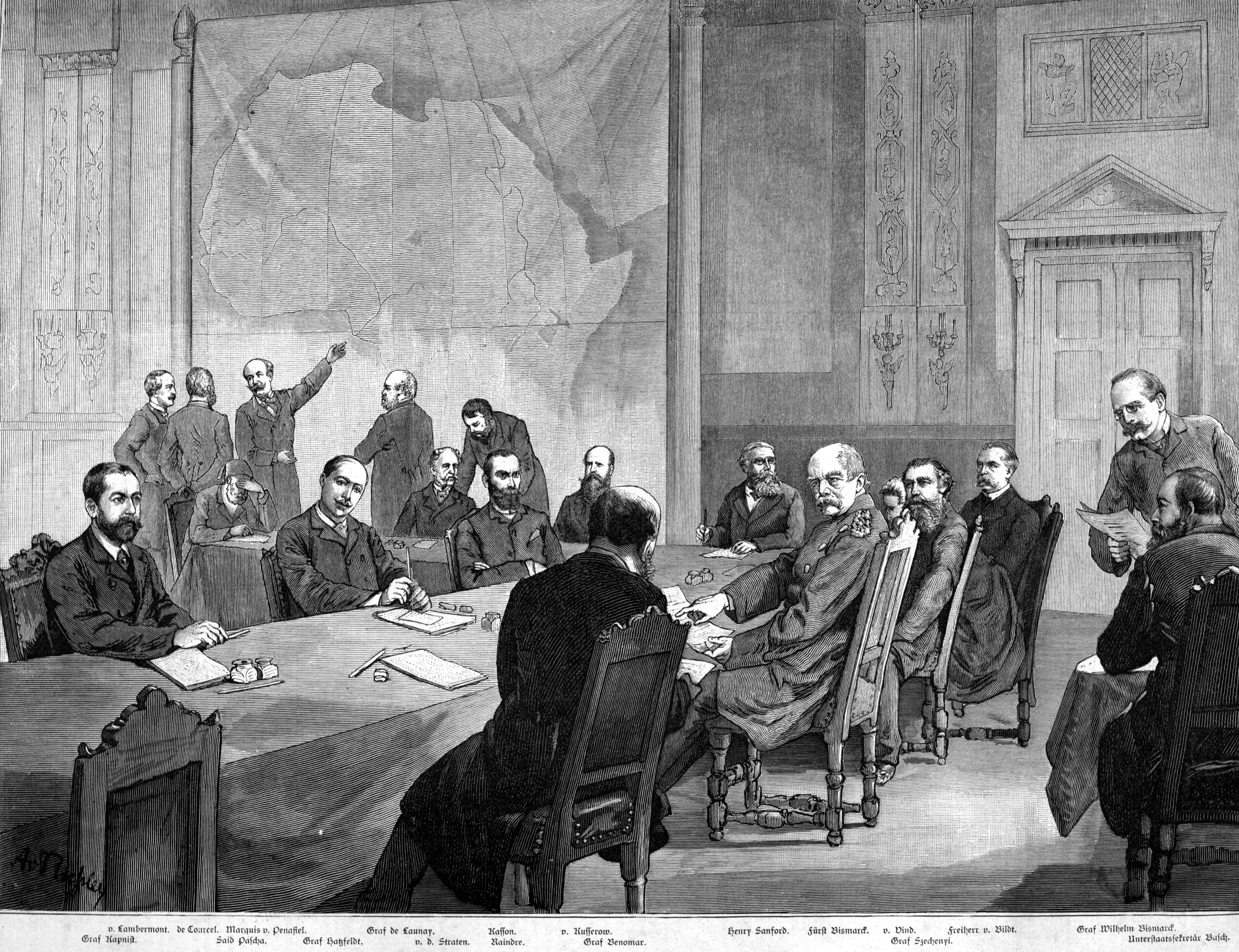
Teckning föreställande deltagarna på konferensen, ur tidningsartikel från 1884.

Syftet med konferensen var att komma överens om regler för framtida kolonisering av kontinenten samt handelsbestämmelser för de huvudsakliga floderna; genom formella överenskommelser skulle man undvika konflikter mellan kolonialmakter med konkurrerande anspråk. De europeiska makterna erkände varandras intressesfärer utan någon som helst hänsyn till redan existerande afrikanska samhällen och folk. Förutom Tyska riket och Franska republiken deltog ombud för Österrike-Ungern, Portugal, Spanien, Storbritannien och Irland, Italien, Nederländerna, Belgien, Danmark, Sverige-Norge, Ryska kejsardömet, Osmanska riket, och Förenta staterna.

### Agenda
Huvudsakligen diskuterades frihandel i Kongobäckenet och vid Kongoflodens mynning samt rätten till sjöfart på floderna Kongo och Niger. Därutöver diskuterades även regler för hur man skulle gå till väga för att göra anspråk på territorium längs kusterna. Leopold II av Belgien försökte övertyga de andra förhandlingsparterna om idén om frihandel i Kongo, eftersom ingen kunde acceptera att någon av de andra etablerade kolonialmakterna tilldelades detta enorma landområde föreslogs att en "neutral" part skulle erhålla rätten att förvalta Kongobäckenet. Parallellt med konferensen slöts en rad bilaterala fördrag mellan förhandlingsparterna. Som slutdokument för konferensen antogs den så kallade Berlingeneralakten vilken signerades av de deltagande parterna och slog fast överenskomna punkter.

## Generalaktens bestämmelser

### Handel och sjöfart
Ett område inkluderande Kongobäckenet och angränsande territorier i Östafrika ända fram till Indiska oceanen vid 5° s. br. i norr och floden Zambesis mynning i söder avgränsades. Inom detta område förbjöds slavhandel och alla nationer skulle kunna handla fritt. Endast avgifter av karaktären "billig ersättning för utgifter i handelns intresse" fick tas ut, till exempel hamn-, lots-, fyr- och båtavgifter. Någon försäljning av handelsrättigheter skulle inte med åberopande av suveränitetsrättigheter kunna ske inom området och handelsmonopol förbjöds. Kongofloden med bifloder och övriga vattenvägar inom området skulle vara öppna för alla nationers trafik. Skeppsfarten på floden Niger reglerades likadant.

### Kongofrågan
Den politiska kontrollen över Kongobäckenet inkluderades inte formellt i generalakten men fick ändå sin lösning inom ramarna för Berlinkonferensen genom de parallellförhandlingar som hölls. Det bestämdes att Kongobäckenet skulle vara "ständigt neutralt" territorium förvaltat av Association internationale du Congo, Internationella Kongosällskapet, en kommersiell sammanslutning som leddes av Belgiens kung Leopold II och i själva verket var en dimridå för att han skulle kunna få Kongo som personlig koloni. Under konferensen erkände alla deltagande stater, förutom Osmanska riket, den så kallade Kongofristatens suveränitet. Association internationale du Congo fick sedan biträda Berlingeneralakten. Erkännandet och den formella gränsdragningen av Kongofristaten blev den viktigaste följden av Kongokonferensen. Portugals historiska anspråk på Kongoflodens mynning avfärdades. Området blev efter kort tid allt annat än ett frihandelsområde. Höga tullar lades på alla varor och tvångsarbetare användes i hög utsträckning. Så stora grymheter mot urbefolkningen bedrevs att världsopinionens vrede tvingade Kongo ur Leopolds händer 1908.

### Principen om effektiv ockupation
Riktlinjer för hur framtida ockupationer av landområden vid Afrikas kuster skulle genomföras, drogs också upp. Denna konferens kan betraktas som inledningen av en period då Afrika genom annekteringar, proklamering av protektorat och intressesfärer med mera allt snabbare delades upp.

### Fotnoter
1. 1 2 3 4  Nationalencyklopedin, Berlinkonferensen, http://www.ne.se/uppslagsverk/encyklopedi/lång/berlinkonferensen, hämtad 2015-05-19
2. 1 2  Encyclopædia Britannica Online, s. v. "Berlin West Africa Conference," hämtad 20-05-2015, http://global.britannica.com/EBchecked/topic/62214/Berlin-West-Africa-Conference.
3. ↑  J McCracken, (2012). A History of Malawi, 1859–1966, s. 51.
4. ↑  Olusoga, David; Erichsen, Casper W. (2010). The Kaisers's Holocaust: Germany's Forgotten Genocide and the Colonial Roots of Nazism. London, UK: Faber and Faber. sid. 394. ISBN 978-0-571-23141-6
5. ↑  Encyclopædia Britannica Online, s. v. "Association Internationale du Congo," hämtad 20-05-2015, http://global.britannica.com/EBchecked/topic/39451/Association-Internationale-du-Congo.